# Scapulaseius japonicus
Scapulaseius japonicus är en spindeldjursart som först beskrevs av Ehara 1958.  Scapulaseius japonicus ingår i släktet Scapulaseius och familjen Phytoseiidae. Inga underarter finns listade i Catalogue of Life.